# Lukhanji

Gemeindegebiet bis 2016

Wappen der Gemeinde

Lukhanji war eine Gemeinde (Local Municipality) des Distrikts Chris Hani, Provinz Ostkap in Südafrika. Auf einer Fläche von 4260 km² lebten 190.723 Einwohner (Stand 2011). Sitz der Gemeindeverwaltung war Queenstown. Mcedisi Nontsele war der letzte Bürgermeister der Gemeinde.
Der Gemeindename ist der isiXhosa-Name für den Berg, der östlich von Queenstown liegt.
2016 wurde die Gemeinde mit den Gemeinden Inkwanca und Tsolwana zur Gemeinde Enoch Mgijima zusammengelegt.
Das Motto der Gemeinde hieß Umanyano Ngamandla.

## Städte/Orte
- Kolomana
- Lesseyton
- Queenstown